# Emanuela Piovano
Emanuela Piovano (* 1959 in Turin) ist eine italienische Dokumentarfilmerin und Filmregisseurin.

## Leben
Piovano studierte Tanz, Musik und Fotografie und schloss in Literatur ab. Von 1981 bis 1987 war sie Mitarbeiterin des „Archivio Nazionale Cinematografico della Resistenza“ und wirkte an einigen Filmen mit. Daneben produzierte sie im Alter von 22 Jahren Gabriella Rosalevas Porcesso a Caterina Ross. 1984 gründete sie die Produktionsfirma „Camera Woman“, mit der sie in erster Linie dokumentarische Arbeiten finanzierte (wie D'amore los sguardo, Il corpo, il gesto, le donne, il cinema oder Camera oscura). 1989 legte sie den langen Dokumentarstreifen Le rose blu vor, das in Ko-Regie entstand und die Verhältnisse in Frauengefängnissen in Turin thematisierte. Nach dem für die RAI entstandene Format Parole incrociate erschien 1998 Piovanos erster Spielfilm, Le complici, ein feministischer Thriller. 2003 folgte die Romanze Amorfù, 2011 Le stelle inquiete, der die Geschichte der Beziehung von Simone Weil und Gustave Thibon erzählt. Er erhielt einen italienischen Golden Globe.

## Filmografie (Auswahl)
- 1998: Le complici
- 2003: Amorfù
- 2011: Le stelle inquiete